# Ischnochiton (Ischnochiton) obtusus
Ischnochiton (Ischnochiton) obtusus is een keverslakkensoort uit de familie van de Ischnochitonidae. De wetenschappelijke naam van de soort is voor het eerst geldig gepubliceerd in 1893 door Carpenter in Pilsbry.